# Single numer jeden w roku 2013 (Japonia)
Notowanie Weekly Singles Chart (jap. 週間シングルチャート Shūkan Shinguru Chāto) przedstawia najlepiej sprzedające się single w Japonii. Publikowane jest ono przez magazyn Oricon Style, a dane kompletowane są przez Oricon w oparciu o cotygodniowe wyniki sprzedaży fizycznej singli. Poniżej znajdują się tabele prezentujące najpopularniejsze single w danych tygodniach w roku 2013.
Notowanie Billboard Japan Hot 100 przedstawia najpopularniejsze single w Japonii. Publikowane jest ono przez magazyn Billboard i Hanshin Contents Link, a dane kompletowane są w oparciu o sprzedaż CD singli (udostępniane przez SoundScan Japan), częstotliwość emitowania piosenek na antenach japońskich stacji radiowych (udostępniane przez firmę Plantech), dane sprzedaży w sklepach internetowych oraz dane sprzedaży z iTunes Japan. Od grudnia 2013 roku Billboard dodało dwa dodatkowe czynniki do listy Japan Hot 100: tweety odnoszące się do utworów z danych Twittera zebrane przez NTT DATA, jak również dane pochodzące z Gracenote – ile razy dana płyta została włożona do komputera.

## Oricon Weekly Singles Chart
| Data            | Singel | Wykonawca                                             | Źródło |
| --------------- | --- | ----------------------------------------------------- | ------ |
| 7 stycznia      | „ROCK YOUR SOUL” | V6                                                    | [ 1 ]  |
| 14 stycznia     | „Dance My Generation” | Golden Bomber                                         | [ 2 ]  |
| 21 stycznia     | „Mystery Virgin” (jap. ミステリー ヴァージン) | Ryōsuke Yamada                                        | [ 3 ]  |
| 28 stycznia     | „Catch Me -If you wanna-” | Tōhōshinki                                            | [ 4 ]  |
| 4 lutego        | „Help me!!” | Morning Musume.                                       | [ 5 ]  |
| 11 lutego       | „Choco no dorei” (jap. チョコの奴隷) | SKE48                                                 | [ 6 ]  |
| 18 lutego       | „EXPOSE” | KAT-TUN                                               | [ 7 ]  |
| 25 lutego       | „My Resistance -Tashika na mono-/Unmei Girl” (jap. My Resistance -タシカナモノ-/運命Girl) | Kis-My-Ft2                                            | [ 8 ]  |
| 4 marca         | „So long !” | AKB48                                                 | [ 9 ]  |
| 11 marca        | „Mistake!/Battery” | SMAP                                                  | [ 10 ] |
| 18 marca        | „Calling/Breathless” | Arashi                                                | [ 11 ] |
| 25 marca        | „Kimi no na wa kibō” (jap. 君の名は希望) | Nogizaka46                                            | [ 12 ] |
| 1 kwietnia      | „Suki! Suki! Skip!” (jap. スキ!スキ!スキップ!) | HKT48                                                 | [ 13 ] |
| 8 kwietnia      | „Ki.Su.U.Ma.I ~KISS YOUR MIND~/S.O.S (Smile On Smile)” (jap. キ・ス・ウ・マ・イ 〜KISS YOUR MIND〜/S.O.S (Smile On Smile)) | Kis-My-Ft2                                            | [ 14 ] |
| 15 kwietnia     | „EXILE PRIDE ~Konna sekai o aisuru tame~” (jap. EXILE PRIDE 〜こんな世界を愛するため〜) | Exile                                                 | [ 15 ] |
| 22 kwietnia     | „Tanjōbi ni wa masshirona yuri o/Get the groove” (jap. 誕生日には真白な百合を/Get the groove) | Masaharu Fukuyama                                     | [ 16 ] |
| 29 kwietnia     | „Brain Storming/Kimi sae ireba nani mo iranai” (jap. ブレインストーミング/君さえ居れば何も要らない) | Motning Musume.                                       | [ 17 ] |
| 6 maja          | „Hesomagari/Koko ni shikanai keshiki” (jap. へそ曲がり/ここにしかない景色) | Kanjani ∞                                             | [ 18 ] |
| 13 maja         | „Real Sexy!/BAD BOYS” | Sexy Zone                                             | [ 19 ] |
| 20 maja         | „sister's noise” | fripSide                                              | [ 20 ] |
| 27 maja         | „FACE to Face” | KAT-TUN                                               | [ 21 ] |
| 3 czerwca       | „Sayonara Crawl” (jap. さよならクロール) | AKB48                                                 | [ 22 ] |
| 10 czerwca      | „Endless Game” | Arashi                                                | [ 23 ] |
| 17 czerwca      | „Joy!!” | SMAP                                                  | [ 24 ] |
| 24 czerwca      | „Namida no kotae” (jap. 涙の答え) | Kanjani ∞                                             | [ 25 ] |
| 1 lipca         | „Bokura no Eureka” (jap. 僕らのユリイカ) | NMB48                                                 | [ 26 ] |
| 8 lipca         | „Come On A My House” | Hey! Say! JUMP                                        | [ 27 ] |
| 15 lipca        | „Girl’s Rule” (jap. ガールズルール) | Nogizaka46                                            | [ 28 ] |
| 22 lipca        | „BURNING UP” (jap. 僕半分) | Exile Tribe (Sandaime J Soul Brothers VS GENERATIONS) | [ 29 ] |
| 29 lipca        | „Utsukushii inazuma” (jap. 美しい稲妻) | SKE48                                                 | [ 30 ] |
| 5 sierpnia      | „Utsukushii inazuma” (jap. 美しい稲妻) | SKE48                                                 | [ 31 ] |
| 12 sierpnia     | „SUMMER NUDE'13” | Tomohisa Yamashita                                    | [ 32 ] |
| 19 sierpnia     | „Peace to Hi-lite” (jap. ピースとハイライト) | Southern All Stars                                    | [ 33 ] |
| 26 sierpnia     | „Kimi tono kiseki” (jap. キミとのキセキ) | Kis-My-Ft2                                            | [ 34 ] |
| 2 września      | „Koisuru Fortune Cookie” (jap. 恋するフォーチュンクッキー) | AKB48                                                 | [ 35 ] |
| 9 września      | „Wagamama Ki no mama Ai no Joke/Ai no gundan” (jap. わがまま 気のまま 愛のジョーク/愛の軍団) | Morning Musume.                                       | [ 36 ] |
| 16 września     | „Melon Juice” (jap. メロンジュース) | HKT48                                                 | [ 37 ] |
| 23 września     | „Mabataki” (jap. 瞬き) | Tsuyoshi Dōmoto                                       | [ 38 ] |
| 30 września     | „EXILE PRIDE ~Konna sekai o aisuru tame~” | Exile                                                 | [ 39 ] |
| 7 października  | „Hirihiri no hana” (jap. ヒリヒリの花) | Not yet                                               | [ 40 ] |
| 14 października | „Kamonegikkusu” (jap. カモネギックス) | NMB48                                                 | [ 41 ] |
| 21 października | „Bye Bye Du Bye ~See you again~/A MY GIRL FRIEND” (jap. バィバィDuバィ〜See you again〜/A MY GIRL FRIEND) | Sexy Zone                                             | [ 42 ] |
| 28 października | „Winter Games” | 2PM                                                   | [ 43 ] |
| 4 listopada     | „Mada namida ni naranai kanashimi ga/Koi wa nioi e to chirinuru o” (jap. まだ涙にならない悲しみが/恋は匂へと散りぬるを) | KinKi Kids                                            | [ 44 ] |
| 11 listopada    | „Heart Electric” (jap. ハート・エレキ) | AKB48                                                 | [ 45 ] |
| 18 listopada    | „Sayonara☆arigatō” (jap. サヨナラ☆ありがとう) | Hottake BAND                                          | [ 46 ] |
| 25 listopada    | „SNOW DOME no yakusoku/Luv Sick” (jap. SNOW DOMEの約束/Luv Sick) | Kis-My-Ft2                                            | [ 47 ] |
| 2 grudnia       | „Sansei kawaii!” (jap. 賛成カワイイ!) | SKE48                                                 | [ 48 ] |
| 9 grudnia       | „Barrette” (jap. バレッタ) | Nogizaka46                                            | [ 49 ] |
| 16 grudnia      | „Kokoro sora moyō” (jap. ココロ空モヨウ) | Kanjani ∞                                             | [ 50 ] |
| 23 grudnia      | „Suzukake no ki no michi de „Kimi no hohoemi o yume ni miru” to itte shimattara bokutachi no kankei wa dō kawatte shimau no ka, bokunari ni nannichi ka kangaeta ue de no yaya kihazukashii ketsuron no yō na mono” (jap. 鈴懸の木の道で「君の微笑みを夢に見る」と言ってしまったら僕たちの関係はどう変わってしまうのか、僕なりに何日か考えた上でのやや気恥ずかしい結論のようなもの) | AKB48                                                 | [ 51 ] |
| 30 grudnia      | „Shareotsu/Hello” (jap. シャレオツ/ハロー) | SMAP                                                  | [ 52 ] |

## BillboardJapan Hot 100
| Data            | Utwór | Wykonawca                  | Źródło  |
| --------------- | --- | -------------------------- | ------- |
| 7 stycznia      | wstrzymanie publikacji | wstrzymanie publikacji     |         |
| 14 stycznia     | „Dance My Generation” | Golden Bomber              | [ 53 ]  |
| 21 stycznia     | „Mystery Virgin” (jap. ミステリー ヴァージン) | Ryōsuke Yamada             | [ 54 ]  |
| 28 stycznia     | „Catch Me -If you wanna-” | Tōhōshinki                 | [ 55 ]  |
| 4 lutego        | „Music” (jap. ミュージック) | Sakanaction                | [ 56 ]  |
| 11 lutego       | „Choco no dorei” (jap. チョコの奴隷) | SKE48                      | [ 57 ]  |
| 18 lutego       | „EXPOSE” | KAT-TUN                    | [ 58 ]  |
| 25 marca        | „My Resistance -Tashika na mono-/Unmei Girl” (jap. My Resistance -タシカナモノ-/運命Girl) | Kis-My-Ft2                 | [ 59 ]  |
| 4 marca         | „So long !” | AKB48                      | [ 60 ]  |
| 11 marca        | „Mistake!” | SMAP                       | [ 61 ]  |
| 18 marca        | „Calling” | Arashi                     | [ 62 ]  |
| 25 marca        | „Ke Sera Sera” (jap. 怪・セラ・セラ) | Tomohisa Yamashita         | [ 63 ]  |
| 1 kwietnia      | „Ninja Re Bang Bang” (jap. にんじゃりばんばん) | Kyary Pamyu Pamyu          | [ 64 ]  |
| 8 kwietnia      | „Ki.Su.U.Ma.I ~KISS YOUR MIND~” (jap. キ・ス・ウ・マ・イ 〜KISS YOUR MIND〜) | Kis-My-Ft2                 | [ 65 ]  |
| 15 kwietnia     | „Jane Doe” | Minami Takahashi           | [ 66 ]  |
| 22 kwietnia     | „Tanjōbi ni wa masshirona yuri o” (jap. 誕生日には真白な百合を) | Masaharu Fukuyama          | [ 67 ]  |
| 29 kwietnia     | „Koisuru kisetsu” (jap. 恋する季節) | Naoto Inti Raymi           | [ 68 ]  |
| 6 maja          | „Hesomagari” (jap. へそ曲がり) | Kanjani ∞                  | [ 69 ]  |
| 13 maja         | „RPG” | Sekai no Owari             | [ 70 ]  |
| 20 maja         | „Glad You Came” (jap. グラッド・ユー・ケイム) | The Wanted                 | [ 71 ]  |
| 27 maja         | „Preserved Roses” | T.M.Revolution×Nana Mizuki | [ 72 ]  |
| 3 czerwca       | „Sayonara Crawl” (jap. さよならクロール) | AKB48                      | [ 73 ]  |
| 10 czerwca      | „Endless Game” | Arashi                     | [ 74 ]  |
| 17 czerwca      | „Joy!!” | SMAP                       | [ 75 ]  |
| 24 czerwca      | „Namida no kotae” (jap. 涙の答え) | Kanjani ∞                  | [ 76 ]  |
| 1 lipca         | „Bokura no Eureka” (jap. 僕らのユリイカ) | NMB48                      | [ 77 ]  |
| 8 lipca         | „Come On A My House” | Hey! Say! JUMP             | [ 78 ]  |
| 15 lipca        | „Girl’s Rule” (jap. ガールズルール) | Nogizaka46                 | [ 79 ]  |
| 22 lipca        | „Guren no yumiya” (jap. 紅蓮の弓矢) | Linked Horizon             | [ 80 ]  |
| 29 lipca        | „Utsukushii inazuma” (jap. 美しい稲妻) | SKE48                      | [ 81 ]  |
| 5 sierpnia      | „Thank You Summer Love” (jap. サンキュー サマーラブ) | KARA                       | [ 82 ]  |
| 12 sierpnia     | „SUMMER NUDE'13” | Tomohisa Yamashita         | [ 83 ]  |
| 19 sierpnia     | „Peace to Hi-lite” (jap. ピースとハイライト) | Southern All Stars         | [ 84 ]  |
| 26 sierpnia     | „Kimi tono kiseki” (jap. キミとのキセキ) | Kis-My-Ft2                 | [ 85 ]  |
| 2 września      | „Koisuru Fortune Cookie” (jap. 恋するフォーチュンクッキー) | AKB48                      | [ 86 ]  |
| 9 września      | „Koisuru Fortune Cookie” (jap. 恋するフォーチュンクッキー) | AKB48                      | [ 87 ]  |
| 16 września     | „Melon Juice” (jap. メロンジュース) | HKT48                      | [ 88 ]  |
| 23 września     | „Mabataki” (jap. 瞬き) | Tsuyoshi Dōmoto            | [ 89 ]  |
| 30 września     | „Time Machine nante iranai” (jap. タイムマシンなんていらない) | Atsuko Maeda               | [ 90 ]  |
| 7 października  | „Hirihiri no hana” (jap. ヒリヒリの花) | Not yet                    | [ 91 ]  |
| 14 października | „Kamonegikkusu” (jap. カモネギックス) | NMB48                      | [ 92 ]  |
| 21 października | „Bye Bye Du Bye ~See you again~” (jap. バィバィDuバィ〜See you again〜) | Sexy Zone                  | [ 93 ]  |
| 28 października | „Winter Games” | 2PM                        | [ 94 ]  |
| 4 listopada     | „Mada namida ni naranai kanashimi ga” (jap. まだ涙にならない悲しみが) | KinKi Kids                 | [ 95 ]  |
| 11 listopada    | „Heart Electric” (jap. ハート・エレキ) | AKB48                      | [ 96 ]  |
| 18 listopada    | „Sayonara☆arigatō” (jap. サヨナラ☆ありがとう) | Hottake BAND               | [ 97 ]  |
| 25 listopada    | „SNOW DOME no yakusoku” (jap. SNOW DOMEの約束/Luv Sick) | Kis-My-Ft2                 | [ 98 ]  |
| 1 grudnia       | „Sansei kawaii!” (jap. 賛成カワイイ!) | SKE48                      | [ 99 ]  |
| 9 grudnia       | „Barrette” (jap. バレッタ) | Nogizaka46                 | [ 100 ] |
| 16 grudnia      | „Kokoro sora moyō” (jap. ココロ空モヨウ) | Kanjani ∞                  | [ 101 ] |
| 23 grudnia      | „Suzukake no ki no michi de „Kimi no hohoemi o yume ni miru” to itte shimattara bokutachi no kankei wa dō kawatte shimau no ka, bokunari ni nannichi ka kangaeta ue de no yaya kihazukashii ketsuron no yō na mono” (jap. 鈴懸の木の道で「君の微笑みを夢に見る」と言ってしまったら僕たちの関係はどう変わってしまうのか、僕なりに何日か考えた上でのやや気恥ずかしい結論のようなもの) | AKB48                      | [ 102 ] |
| 30 grudnia      | „Shareotsu” (jap. シャレオツ) | SMAP                       | [ 103 ] |